# Stročja vas
Stročja vas este o localitate din comuna Ljutomer, Slovenia, cu o populație de 490 de locuitori.